# 怪屋
《怪屋》（英語：Crooked House），又譯《畸形屋》、《怪屋》，是英國推理小說作家阿加莎·克里斯蒂的作品，1948年先在美國連載，1949年在英國出版。克里斯蒂曾表示這是她最滿意的作品之一。

## 情節概要
查爾斯·海達德在開羅遇上了索菲婭·利奧尼茲，並愛上了她。他們約定到查爾斯從東方歸來後，再做求婚的打算。
兩年後，查爾斯回到英格蘭後，偶然從《泰晤士報》得知索菲婭的祖父、現年八十八歲的富翁亞里斯提德斯·利奧尼茲逝世的消息。索菲婭懷疑亞里斯提德斯的真正死因，堅持要等事件水落石出才肯嫁給查爾斯。
從在倫敦警察廳擔任副廳長的父親口中，查爾斯得知了案件的大概。因為戰爭的緣故，利奧尼茲一家都居住在斯文里山莊一座名叫「三墩山牆」的怪屋裡。亞里斯提德斯身患糖尿病，需要定時注射胰島素，但是注射液卻被換成了致命的毒扁豆堿。明顯的嫌疑犯是布倫達·利奧尼茲，亞里斯提德斯的第二任妻子，以及勞倫斯·布朗，索菲婭弟妹的家庭教師，傳聞兩人有私情。所有家庭成員都希望布倫達是兇手，因為他們相信布倫達是為了錢才接近亞里斯提德斯。
查爾斯隨負責案件的塔佛納一起來到三墩山牆進行調查。所有家庭成員都有做案時間，都知道亞里斯提德斯的眼藥水含有毒扁豆堿，而且藥品櫃從未被鎖上。從亞里斯提德斯的遺囑所知，他的財產都會平分給他的家人，所以每一個家庭成員都有動機。
查爾斯和每位家庭成員都談了一會，並遇上了索菲婭的妹妹約瑟芬，一個醜陋、古怪的偵探小說迷。約瑟芬透露了不少內幕，並聲稱她知道兇手是誰，卻不願意告訴查爾斯。
當警方發現亞里斯提德斯秘密起草了另一份遺囑的時候，事情開始變得複雜起來－－索菲婭成為亞里斯提德斯巨額遺產的唯一繼承人。接著，約瑟芬遭到襲擊，被門檻擊中頭部昏迷。查爾斯從水槽室裡找到了布倫達和勞倫斯之間的情書，令兩人被捕。在兩人被拘留其間，奶媽因為喝下約瑟芬不肯喝的可可而被毒死。他們終於明白，兇手就是利奧尼茲家族中其中一個成員。
查爾斯擔心約瑟芬的安危，設法逼她說出兇手的身分，但還是失敗了。
正當所有人都毫無頭緒的時候，他們收到一個噩耗－－伊迪絲姨媽和約瑟芬駕車出外，那輛車子一去就再沒有回頭……車子在採石場裡找到，而車子的人都死了。
伊迪絲生前留下了兩封信：其中一封宣告了布倫達和勞倫斯的無辜，而她才是犯下多次兇案的兇手；第二封指名只能交給查爾斯，並道出了真相：約瑟芬是兇手。
從約瑟芬隨身攜帶的筆記本中，查爾斯得知了約瑟芬的動機：她殺了亞里斯提德斯，是因為亞里斯提德斯不肯讓她學芭蕾舞；她為了消除自己的嫌疑，她策劃了門檻的陷阱；當她得知布倫達和勞倫斯被捕，其他人的注意力不再在她身上的時候，她殺了她的奶媽－－她的奶媽一直都勸瑪格達把約瑟芬送去瑞士。伊迪絲從後門外一個廢棄的狗窩裡找到了筆記本，因此她決定用這種方法了結這一切，讓約瑟芬免於受苦。

## 主要人物
- 查爾斯·海達德：故事的敍述者，索菲婭的未婚夫。
- 阿瑟·海達德：主人公的父亲，伦敦警察厅副厅长。
- 索菲婭·利奧尼茲：瑪格達和菲利普之女，亞里斯提德斯的孫女。
- 亞里斯提德斯·利奧尼茲：索菲婭的祖父，被人以毒扁豆堿謀殺。
- 布倫達·利奧尼茲：亞里斯提德斯在原配死後再娶的妻子。
- 菲利普·利奧尼茲：索菲婭之父，亞里斯提德斯的次子。
- 瑪格達·利奧尼茲：女演員，索菲婭的母親。
- 伊迪絲·德·哈維蘭：索菲婭的姨媽，亞里斯提德斯第一任妻子的妹妹。
- 羅傑·利奧尼茲：亞里斯提德斯的長子。
- 克萊蒙希·利奧尼茲：科學家，羅傑的妻子。
- 勞倫斯·布朗：尤斯塔斯和約瑟芬的家庭教師，被指和布倫達有染。
- 約瑟芬·利奧尼茲：索菲婭的妹妹，性格古怪，對偵探小說十分著迷。
- 尤斯塔斯·利奧尼茲：索菲婭的弟弟，約瑟芬的哥哥。
- 塔弗纳：负责调查本案的警督。

## 創作及出版歷程
克里斯蒂花了好幾年的時間來構思設計這部作品。由於該作的結局太過出乎意料，柯林斯出版公司曾建議克里斯蒂修改結局，但遭其拒絕。
克里斯蒂曾表示這是她最滿意的作品之一，「說到我的作品，五本是工作，一本是享受。寫《畸屋》正是純粹的享受」。